# Jatipancur
Jatipancur is een bestuurslaag in het regentschap Cirebon van de provincie West-Java, Indonesië. Jatipancur telt 4074 inwoners (volkstelling 2010).